# Dorsum Guettard
Il Dorsum Guettard è una catena di creste lunari intitolata al naturalista e mineralogista francese Jean-Etienne Guettard nel 1976. Si trova nel Mare Cognitum e ha una lunghezza di circa 40 km.